# Schlosserhammer

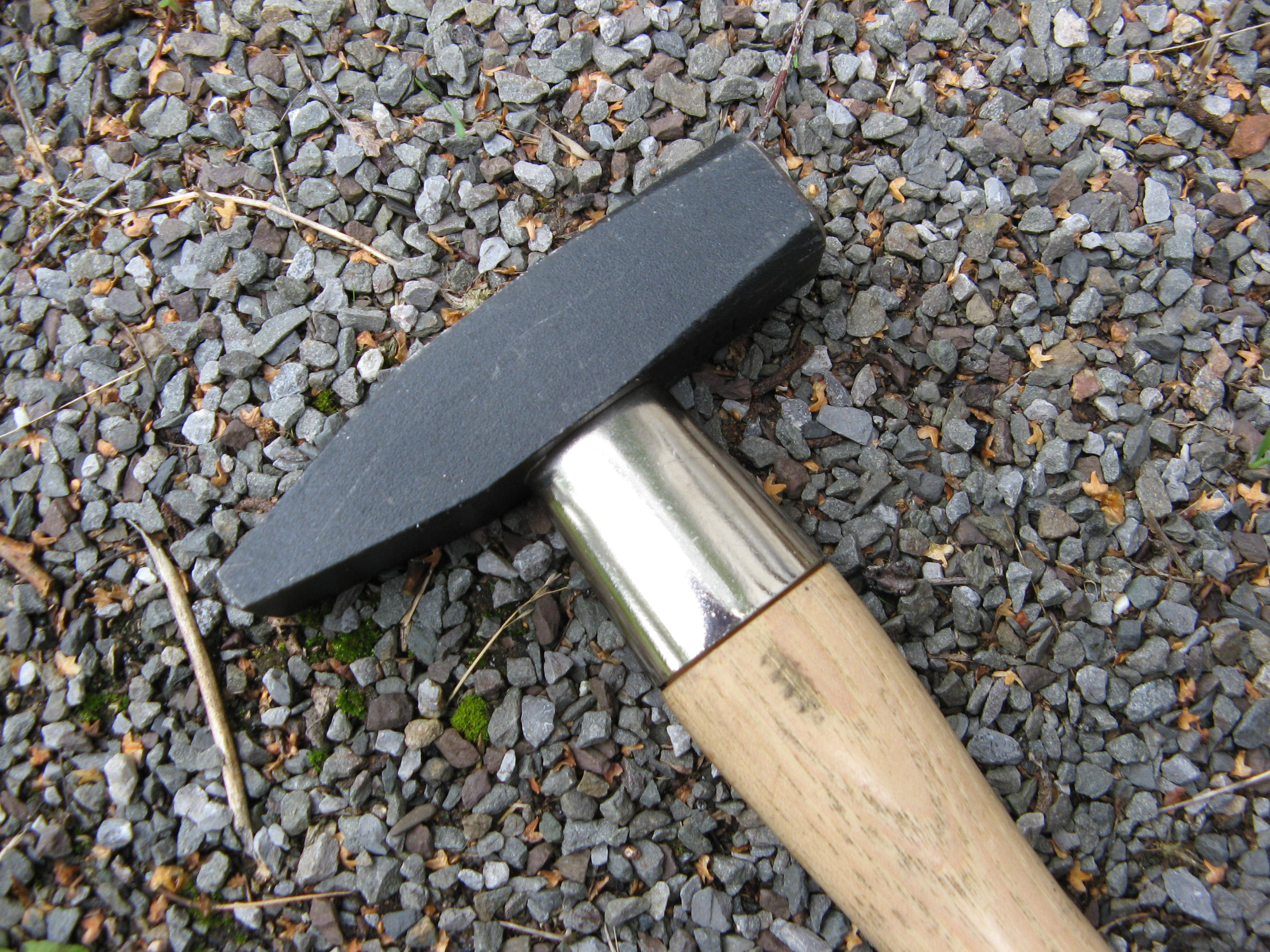
Schlosserhammer, deutsche Form

Der Schlosserhammer ist der in Deutschland am weitesten verbreitete Hammertyp. Er hat eine quadratische Bahn und eine abgerundete Finne quer zum Stiel. Das Kopfgewicht liegt zwischen 50 g und 2 kg. Schlosserhämmer haben meist Holzstiele aus Esche oder Hickory. Manchmal werden diese durch Stielschutzhülsen geschützt. Es gibt auch Stiele aus Kunststoff oder Stahl. Die Bahn und die Finne sind auf ca. 50–58 HRC gehärtet, das Haus bleibt weicher (ca. 30 HRC).
Schlosserhämmer werden in der DIN 1041 beschrieben.

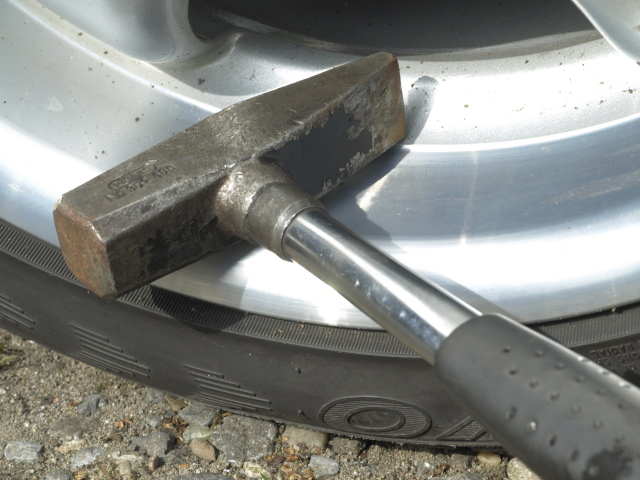
Schlosserhammer mit Rohrstiel

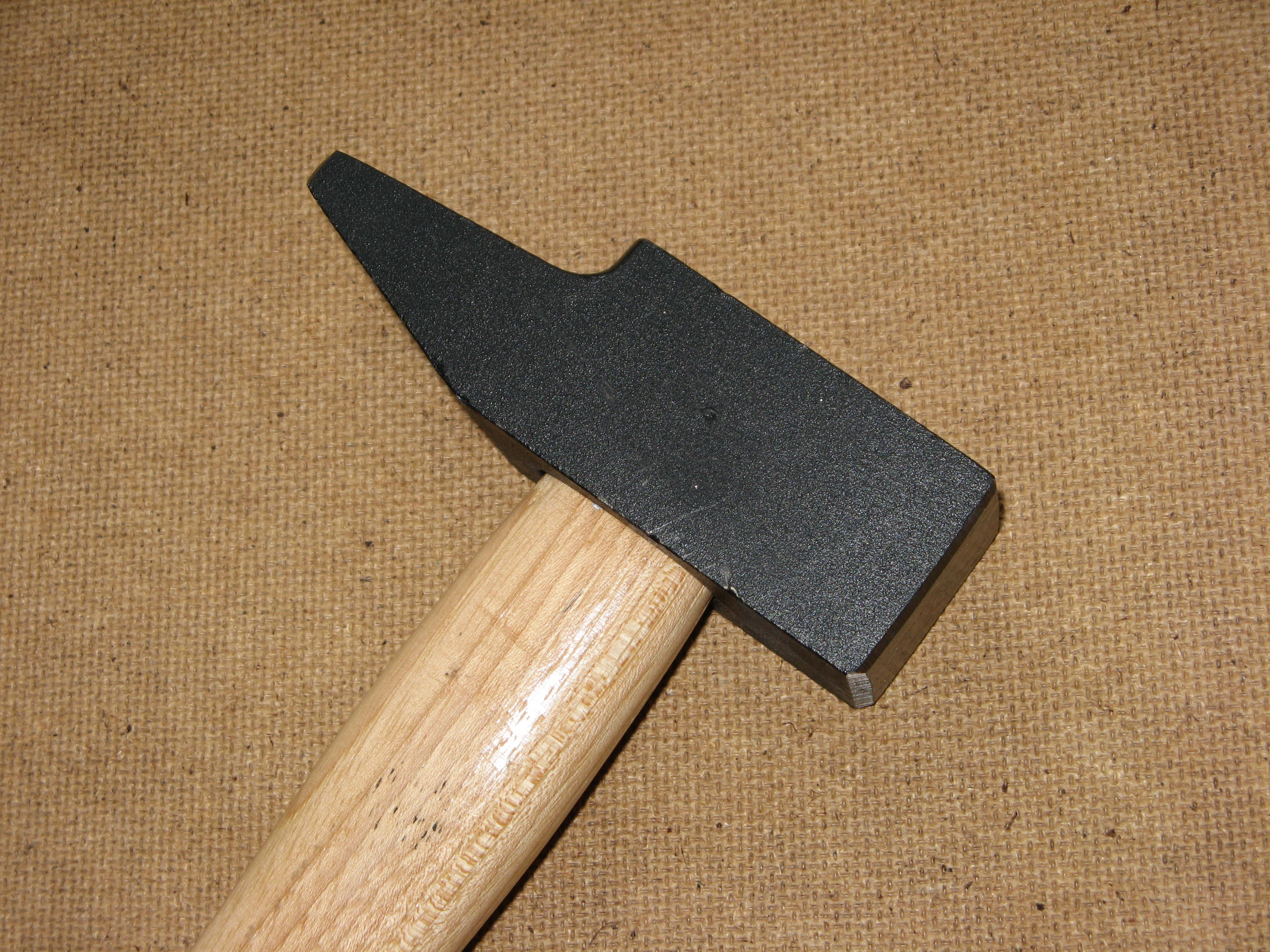
Schlosserhammer, französische Form

Die französische Form des Schlosserhammers hat eine rechteckige Bahn. Die Pinne ist an der Oberseite abgesetzt.

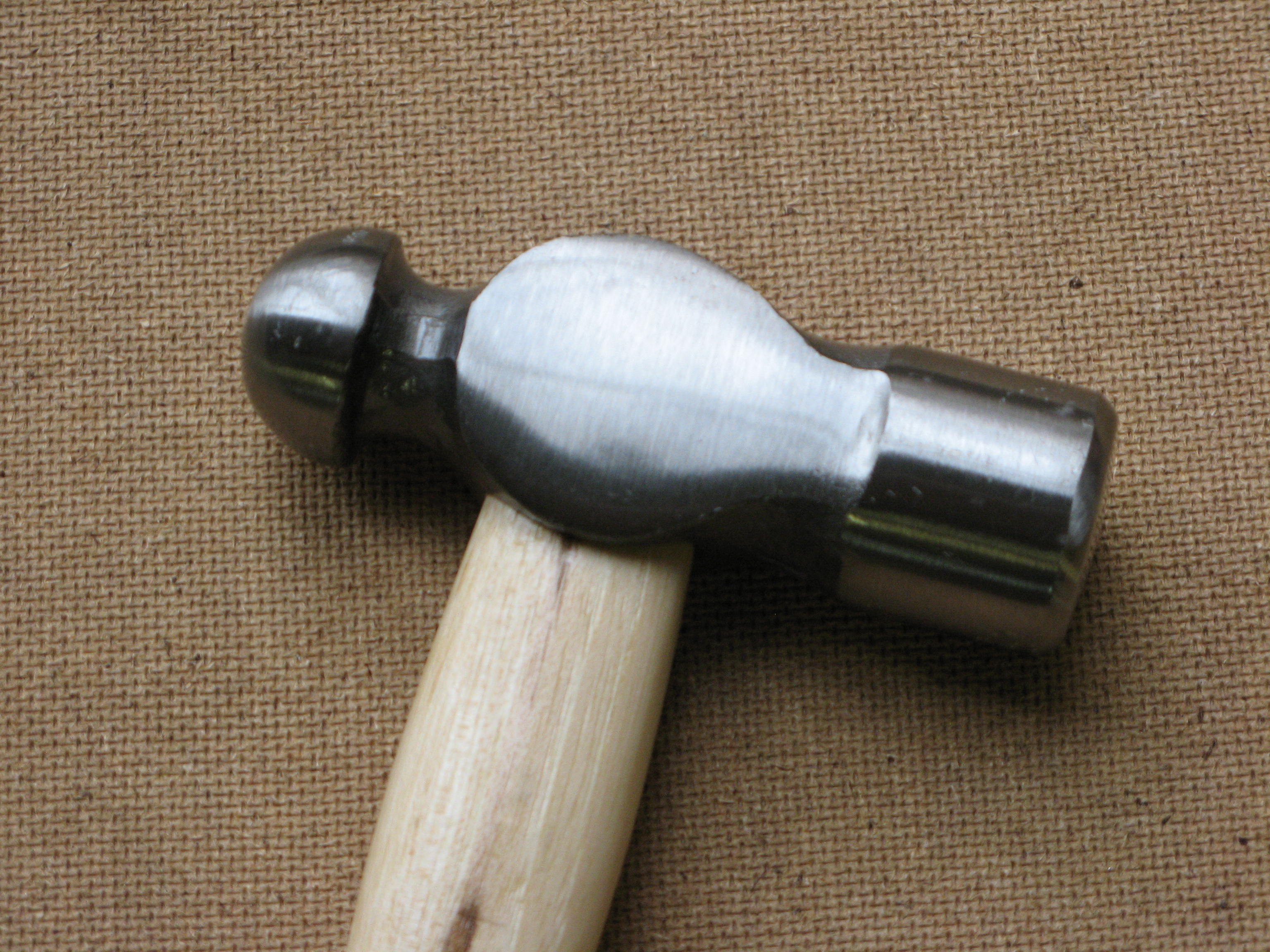
Ingenieurhammer

Die englische Form des Schlosserhammers wird auch Ingenieurhammer genannt. Er hat eine runde Bahn und entweder Finne oder Kugel auf der anderen Seite. Das Haus, also das Mittelstück, ist abgesetzt und quer zur Längsachse zylindrisch. Das Kopfgewicht liegt zwischen 1/4 lbs und 2 lbs. Dieser Hammer wird in der britischen Norm BS 876 beschrieben. Der Ingenieurhammer wird bei der Handvernietung gebraucht.